# Sindrome di Pitt-Hopkins
La sindrome di Pitt-Hopkins è una malattia genetica caratterizzata da un ritardo dello sviluppo corporeo, una bocca larga, e caratteristiche facciali tipiche, con iperventilazione intermittente seguita da apnea.
La sindrome è associata a un'anomalia nel cromosoma 18: in particolare, essa è causata da un'espressione insufficiente del gene TCF4.

## Clinica

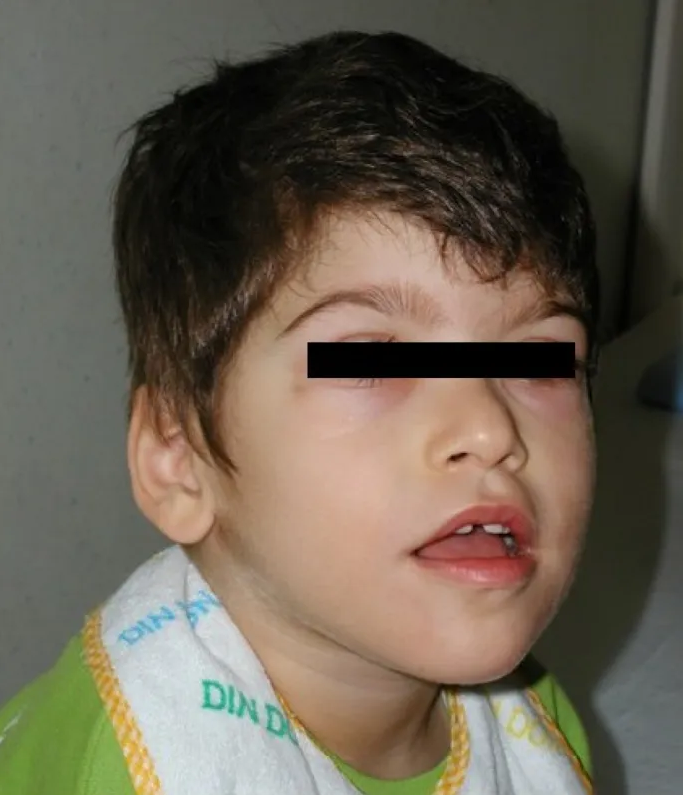
Bambino affetto da Pitt–Hopkins

Sono stati descritti in letteratura circa 100 casi ad oggi.
Le caratteristiche manifestazioni facciali sono rappresentate da:
- Occhi infossati
- Strabismo
- Miopia
- Marcata radice del naso
- Ampio profilo nasale a becco ed ampio
- Prominente prolabio
- Labbro inferiore estroflesso
- Grande bocca
- Denti molto distanziati
- Palato largo e poco profondo
- Orecchie con elice spessa con apice piegato

Inoltre, i soggetti presentano: una disabilità intellettiva grave. Il linguaggio è assente o limitato a poche parole. I movimenti sono stereotipati in particolare quelli delle braccia, polsi e delle dita. L'ipotonia è comune (75%), con un'andatura instabile. Tutti hanno un ritardo a piedi. Altre caratteristiche includono una singola piega palmare simil scimmiesca, dita lunghe e sottili, piedi piatti e criptorchidismo (nei maschi). L'iperventilazione si verifica in più della metà dei soggetti ed è spesso seguita da apnea e cianosi. La costipazione è comune e possono esserci casi di microcefalia e convulsioni.